# Ochrotrichia caligula
Ochrotrichia caligula är en nattsländeart som beskrevs av Oliver S. Flint Jr. 1968. Ochrotrichia caligula ingår i släktet Ochrotrichia och familjen smånattsländor. Inga underarter finns listade i Catalogue of Life.